# 佩里鎮區 (內布拉斯加州瑟斯頓縣)
佩里鎮區（英語：Perry Township）是位於美國內布拉斯加州瑟斯頓縣的一個行政鎮區。

## 地方資料
佩里鎮區的面積為89.62平方千米，皆為陸地。根據2020年美國人口普查的數據，當地共有人口235人，而人口密度為每平方千米2.62人。